# Луїза Леонард
Луїза Леонард (англ. Louise Leonard), також Рексі Леонард (англ. Wrexie Leonard, 15 вересня 1867 — 9 листопада 1937), — американський астроном, одна з перших жінок — професійних астрономів. У 1895—1916 роках працювала у Ловеллівській обсерваторії, особистий секретар і коханка Персіваля Лоуелла.

## Біографія
Луїза Леонард народилася у місті Трой, штат Пенсільванія, але пізніше переїхала до Бостона; про її ранні роки практично нічого не відомо. У 1894 році вона відвідала Ловеллівську обсерваторію, а наступного року її найняли особистим секретарем у бостонський офіс Персіваля Лоуелла. Практично відразу її залучили до робіт з пошуку пустельних місць з придатним для спостережень Марса астрокліматом, разом з Лоуеллом у 1895 році вона здійснила поїздку до Франції й Алжиру, у 1897 році — у Мексику. Вона отримала допуск і до телескопічних спостережень, хоча є версія, що її фотографія біля 24-дюймового рефрактора є постановочною. Проте вона активно займалася астрономічними спостереженнями, в архіві обсерваторії збереглися її замальовки не лише Марса, а й Меркурія з Юпітером — чи не за сто років до того, як жінки почали активно працювати у спостережній астрономії. У 1904 році Луїзу Леонард прийняли до лав Французького астрономічного товариства. Її замальовки Марса опублікували у журналі «Popular Astronomy» (Vol. XV, No. 7, 1907).
Луїза Леонард мала тривалий любовний зв'язок з Персівалем Лоуеллом, у резиденції власника обсерваторії у Флегстаффі вона мала власну кімнату. Секретарські обов'язки плавно переходили і до побутових, зокрема вона не лише займалася кореспонденцією та розрахунками зі спостережень, правила рукопису книг, а й замовляла сигари, а також займалася садівництвом. Де-факто вона була його дружиною, але, за словами Вільяма Лоуелла Патнема — внучатого племінника, — «у соціальному колі Лоуелла не одружилися з секретарками». Після одруження Лоуелла з Констанс Севідж Кейт в 1908 році, Рексі зберегла колишній статус, не переривалися і відносини з Персівалем. 12 листопада 1916 року Лоуелл раптово помер від інсульту, після чого на вимогу вдови Луїза Леонард негайно була звільнена і більше ніколи не працювала у галузі астрономії.
Біографія Луїзи Леонард після 1916 року також маловідома. У 1921 році на основі свого листування з Лоуеллом вона опублікувала книгу «Персіваль Лоуелл: Підсумки» (1921), яку Девід Долан схарактеризував як «агіографічну». До біржового краху 1929 року вона була зайнята у сфері нерухомості, останні роки життя провела у будинку для людей похилого віку у Роксбері (Массачусетс). Матеріально її підтримував брат Персіваля — президент Гарвардського університету Еббот Лоуелл, але в опублікованій ним у 1935 році біографії брата про Луїзу немає жодного слова. За зауваженням Жан Міллсапс вона набагато випередила свій час і була забута. Деякі біографічні матеріали про Леонард були підняті у публікації Дж. Голліса у 1992 році. Міллсапс у 2013 році опублікувала роман «Венера на Марсі», головна героїня якої, Лу, набула деяких рис характеру та деталей біографії Луїзи Леонард.
Кратер на Венері діаметром 30 км (координати: 73 ° 8 'широти і 185 ° 2' довготи) назвали на честь Луїзи Леонард.